# サン・ジョルジョ・カナヴェーゼ
サン・ジョルジョ・カナヴェーゼ（伊: San Giorgio Canavese）は、イタリア共和国ピエモンテ州トリノ県にある、人口約2,600人の基礎自治体（コムーネ）。

## 地理

### 位置・広がり

#### 隣接コムーネ

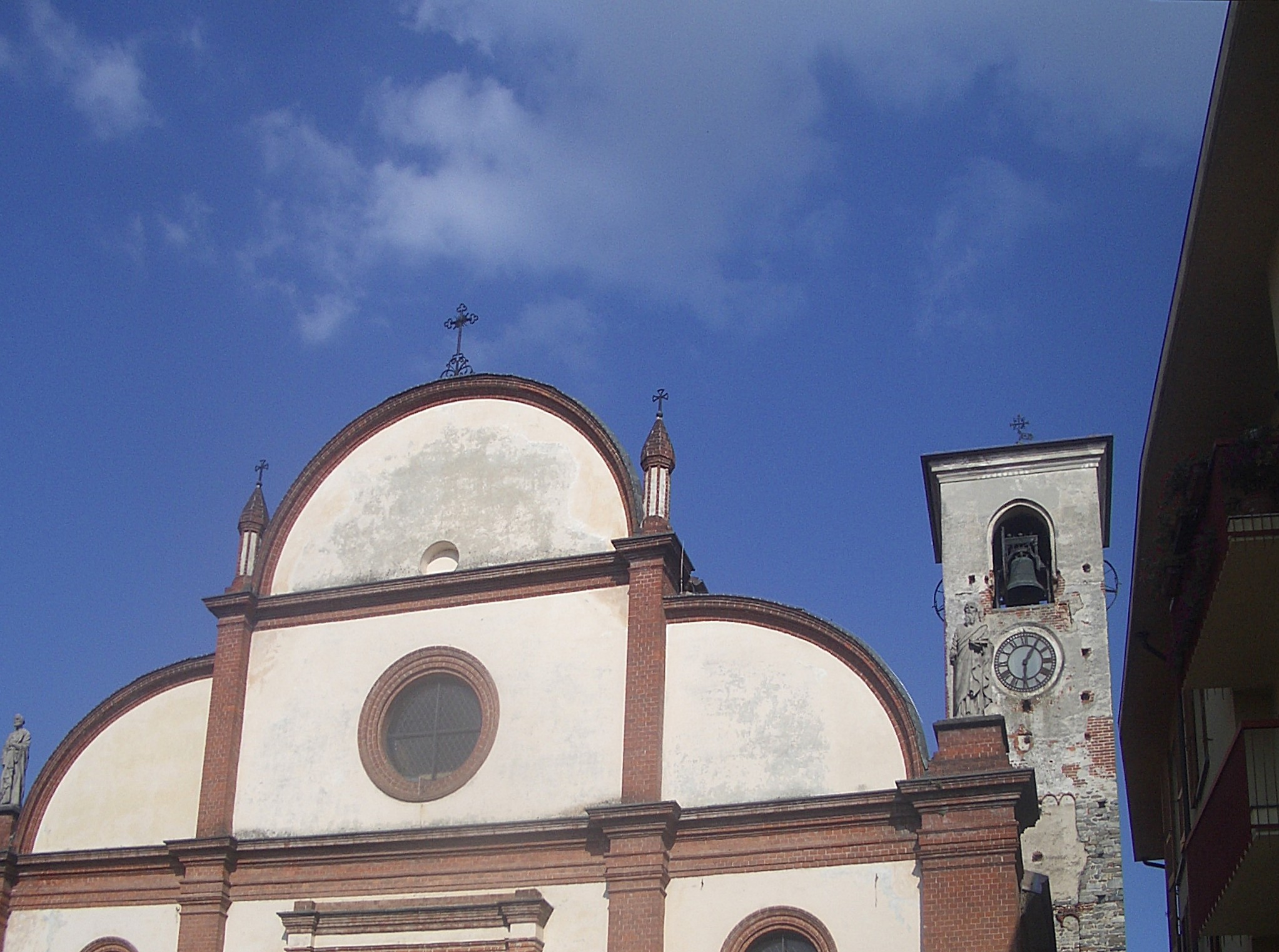
サンタ マリア アスンタ教会
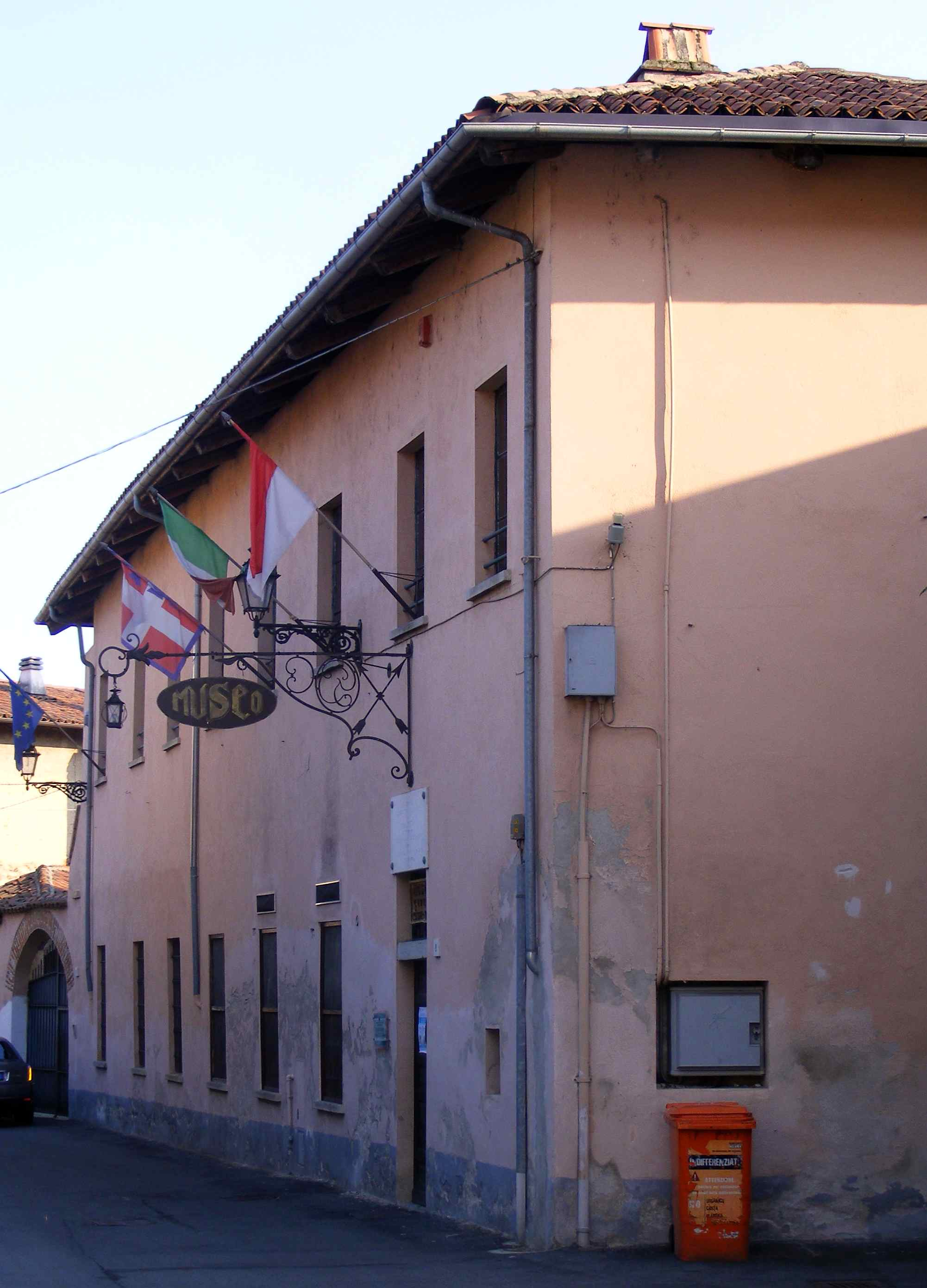
市民博物館
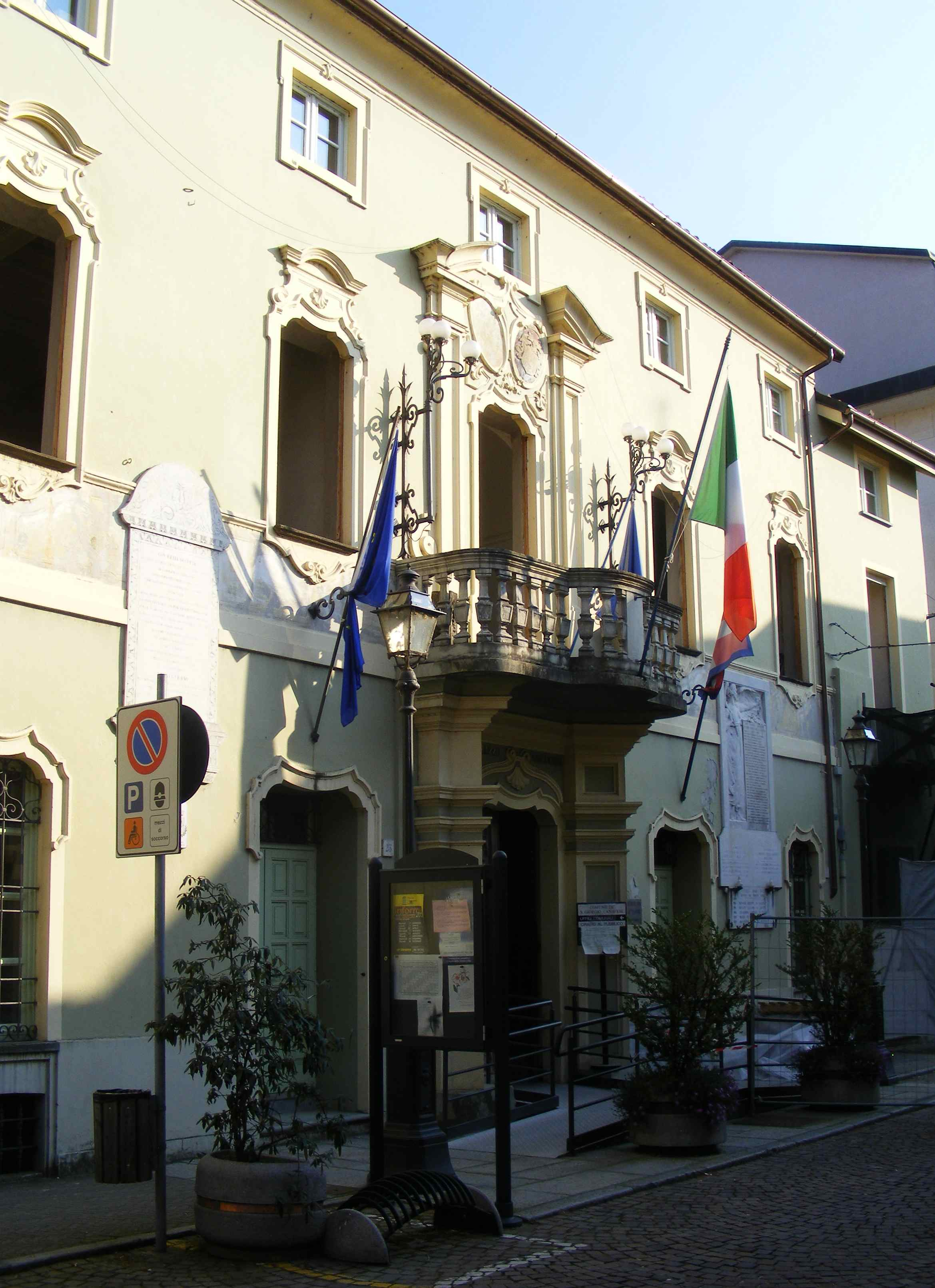
町役場

隣接するコムーネは以下の通り。
- アリエ
- バローネ・カナヴェーゼ
- カルーゾ
- チコーニオ
- クチェーリオ
- フェレット
- フォリッツォ
- ルジリエ
- モンタレンゲ
- オーリオ・カナヴェーゼ
- オゼーニャ
- サン・ジュスト・カナヴェーゼ

- サンタ マリア アスンタ教会
- 市民博物館
- 町役場